# آپراکلونیدین
آپراکلونیدین (انگلیسی: Apraclonidine) آپراکلونیدین (INN) که با نام تجاری آیوپیدین نیز شناخته می‌شود، یک سمپاتومیمتیک است که در درمان گلوکوم استفاده می‌شود. این دارو یک آگونیست گیرنده آدرنرژیک α۲ و یک آگونیست گیرنده آدرنرژیک α۱ ضعیف است.
آپراکلونیدین موضعی با غلظت ۱٪ برای پیشگیری و درمان افزایش فشار داخل چشم (IOP) پس از جراحی و ۰٫۵٪ برای درمان کمکی کوتاه مدت در بیماران تحت درمان پزشکی با بیشینه تحمل که نیاز به کاهش بیشتر IOP دارند، تجویز می‌شود. یک قطره معمولاً یک ساعت قبل از جراحی لیزری چشم اضافه می‌شود و یک قطره دیگر پس از پایان عمل تزریق می‌شود.

## کاربردهای بالینی
آپراکلونیدین برای درمان کمکی کوتاه‌مدت گلوکوم برای بیمارانی که تحت درمان پزشکی با بیشینه تحمل هستند و نیاز به کاهش بیشتر IOP دارند، توصیه می‌شود. این بیماران که برای به تعویق انداختن جراحی تحت درمان با آپراکلونیدین قرار می‌گیرند، باید معاینات پیگیری مکرر داشته باشند و در صورت افزایش چشمگیر فشار درون چشم، درمان قطع شود.
آپرااکلونیدین ممکن است در تشخیص سندرم هورنر مفید باشد. در سندرم هورنر، عصب سمپاتیک به عضله بازکننده مردمک از بین می‌رود؛ بنابراین مردمک مبتلا میوتیک است و گشادکننده مردمک با افزایش گیرنده‌های α۱ به عصب کشی پاسخ می‌دهد. آپراکلونیدین به دلیل خواص ضعیف α۱-آدرنرژیک در این مورد مفید است. هنگامی که روی عضله گشادکننده مردمک عصب‌کشی شده (و در نتیجه بسیار حساس) اعمال می‌شود، یک پاسخ اتساع فوق‌العاده طبیعی ایجاد می‌شود که در آن مردمک به درجه‌ای بیشتر از آنچه در یک عضله بدون عصب دیده می‌شود متسع می‌شود. این باعث برگشت آنیزوکوری می‌شود که مشخصه هورنر است.
آپراکلونیدین موضعی همچنین می‌تواند با افزایش جریان خروجی ترابکولار، به روشی مشابه کلونیدین، اما بدون عوارض جانبی قلبی عروقی، فشار درون چشم را در بیماران گلوکوم کاهش دهد. آپراکلونیدین با سایر درمان‌ها مانند بریمونیدین و پیلوکارپین در پیشگیری از افزایش فشار داخل چشم بعد از ترابکولوپلاستی با لیزر مقایسه شده‌است. در مقایسه با بریمونیدین یا پیلوکارپین، نتایج تفاوت معنی‌داری را در کاهش فشار داخل چشم برای آپراکلونیدین نشان نداد.